# Conus stramineus
Conus stramineus е вид охлюв от семейство Conidae. Видът не е застрашен от изчезване.

## Разпространение и местообитание
Разпространен е в Индонезия (Малуку и Ява), Папуа Нова Гвинея, Соломонови острови и Филипини.
Обитава крайбрежията и пясъчните дъна на морета. Среща се на дълбочина около 50 m.